# Susan E. Morse
Pour les articles homonymes, voir Morse.
Susan E. Morse est une monteuse américaine, née en 1952.
Elle est notamment connue pour avoir été la monteuse attitrée des films de Woody Allen du milieu des années 1970 à la fin des années 1990. Cette collaboration lui a notamment valu une nomination à l'Oscar du meilleur montage et cinq au BAFTA.

## Biographie
Susan E. Morse a commencé sa collaboration avec Woody Allen en tant qu'assistante monteuse de Ralph Rosenblum sur les films Annie Hall puis Intérieurs. Alors que Rosenblum a monté cinq films d'Allen, Susan E. Morse monte son film suivant : Manhattan (1979). Également monteuse associée sur Raging Bull (1980) de Martin Scorsese, elle monte ensuite l'intégralité des réalisations de Woody Allen jusqu'à Celebrity (1998), travaillant quasi exclusivement pour lui durant cette longue période. Elle obtient une nomination à l'Oscar du meilleur montage pour Hannah et ses sœurs en 1987 et cumule aussi cinq nominations pour le BAFTA du meilleur montage, mais elle n'est jamais récompensée.
Si les raisons de la fin de leur collaboration sont officiellement inconnues, le journaliste Bernard Weinraub (en) note que plusieurs autres personnes ont arrêté de travailler avec Woody Allen à la même période et estime qu'il y a un lien avec les mesures de réduction budgétaire initiée par la productrice Jean Doumanian durant les années 1990.
Depuis, Susan E. Morse a notamment monté plusieurs films de Marc Lawrence et a également travaillé sur les séries Billions et Louie, cette dernière lui valant une nomination aux Primetime Emmy Awards en 2013.

## Filmographie
Sauf indication contraire, les informations mentionnées dans cette section peuvent être confirmées par la base de données cinématographiques IMDb,  présente dans la section « Liens externes ».

### Comme monteuse

#### Cinéma
- 1978 : Acting Out de Carl Gurevich et Ralph Rosenblum
- 1979 : Les Guerriers de la nuit de Walter Hill
- 1979 : The Orphan de John Ballard
- 1979 : Manhattan de Woody Allen
- 1980 : Stardust Memories de Woody Allen
- 1980 : Raging Bull de Martin Scorsese - monteuse associée
- 1982 : Comédie érotique d'une nuit d'été de Woody Allen
- 1983 : Zelig de Woody Allen
- 1984 : Broadway Danny Rose de Woody Allen
- 1985 : La Rose pourpre du Caire de Woody Allen
- 1986 : Hannah et ses sœurs de Woody Allen
- 1986 : Tout va trop bien de Jim Kouf
- 1987 : Radio Days de Woody Allen
- 1987 : September de Woody Allen
- 1988 : Une autre femme de Woody Allen
- 1989 : New York Stories (film collectif), segment Le Complot d'Œdipe de Woody Allen
- 1989 : Crimes et délits de Woody Allen
- 1990 : Alice de Woody Allen
- 1992 : Ombres et Brouillard de Woody Allen
- 1992 : Maris et Femmes de Woody Allen
- 1993 : Meurtre mystérieux à Manhattan de Woody Allen
- 1994 : Coups de feu sur Broadway de Woody Allen
- 1995 : Maudite Aphrodite de Woody Allen
- 1996 : Tout le monde dit I love you de Woody Allen
- 1997 : Harry dans tous ses états de Woody Allen
- 1998 : Celebrity de Woody Allen
- 2001 : Taxis pour cible de Lee Davis
- 2002 : L'Amour sans préavis de Marc Lawrence
- 2004 : Noël de Chazz Palminteri
- 2007 : Le Come-back de Marc Lawrence
- 2008 : The Loss of a Teardrop Diamond de Jodie Markell (en)
- 2009 : Où sont passés les Morgan ? de Marc Lawrence
- 2010 : Last Night de Massy Tadjedin
- 2014 : Lambert & Stamp (en) (documentaire sur Kit Lambert et Chris Stamp) de James D. Cooper - monteuse additionnelle
- 2014 : Lazarus (court métrage) de Kate Cortesi
- 2016 : Chronically Metropolitan (en) de Xavier Manrique
- 2017 : Novitiate de Maggie Betts

#### Télévision
- 1980 : The Greatest Man in the World (téléfilm) de Ralph Rosenblum
- 1994 : Nuits de Chine (téléfilm) de Woody Allen
- 2012 : Louie (série télévisée) - 8 épisodes
- 2012 : This Is What They Want (documentaire sur Jimmy Connors pour la série 30 for 30) de Brian Koppelman et David Levien
- 2016 : Billions (série télévisée) - 3 épisodes

### Autres
- 1977 : Annie Hall de Woody Allen - assistante monteuse
- 1978 : The Great Bank Hoax (en) de Joseph Jacoby (créditée sous le nom de Sandy Morse) - stagiaire monteuse
- 1978 : Étoile polaire (en) (documentaire sur Mark di Suvero) de François de Menil - assistante monteuse
- 1978 : Intérieurs de Woody Allen - assistante monteuse
- 1996 : Tout le monde dit I love you de Woody Allen - supervision de la production musicale
- 2014 : Eternal Sunshine of the Spotless Mind de Michel Gondry - remerciements spéciaux

## Distinctions
Sauf indication contraire, les informations mentionnées dans cette section peuvent être confirmées par la base de données cinématographiques IMDb,  présente dans la section « Liens externes ».

### Récompense
- Muse Award 2005 (prix de l'ONG New York Women in Film & Television (en))

### Nominations
- BAFTA 1980 : BAFTA du meilleur montage pour Manhattan
- BAFTA 1984 : BAFTA du meilleur montage pour Zelig
- Oscars 1987 : Oscar du meilleur montage pour Hannah et ses sœurs
- BAFTA 1987 : BAFTA du meilleur montage pour Hannah et ses sœurs
- BAFTA 1988 : BAFTA du meilleur montage pour Radio Days
- BAFTA 1991 : BAFTA du meilleur montage pour Crimes et délits
- Primetime Emmy Awards 2013 : « Outstanding Single-Camera Picture Editing for a Comedy Series » pour l'épisode Daddy's Girlfriend: Part 2 de la série télévisée Louie

### Vidéographie
- Filmschnitt für Woody Allen. Die Cutterin Susan E. Morse (1996), documentaire allemand de Gerhard Midding sur la collaboration entre Woody Allen et Susan E. Morse
- (en) [vidéo] « Editor Conversations V2: A Conversation with Legendary Film Editor Susan E. Morse », sur YouTube (Manhattan Edit Workshop)